# 那覇バス石嶺営業所

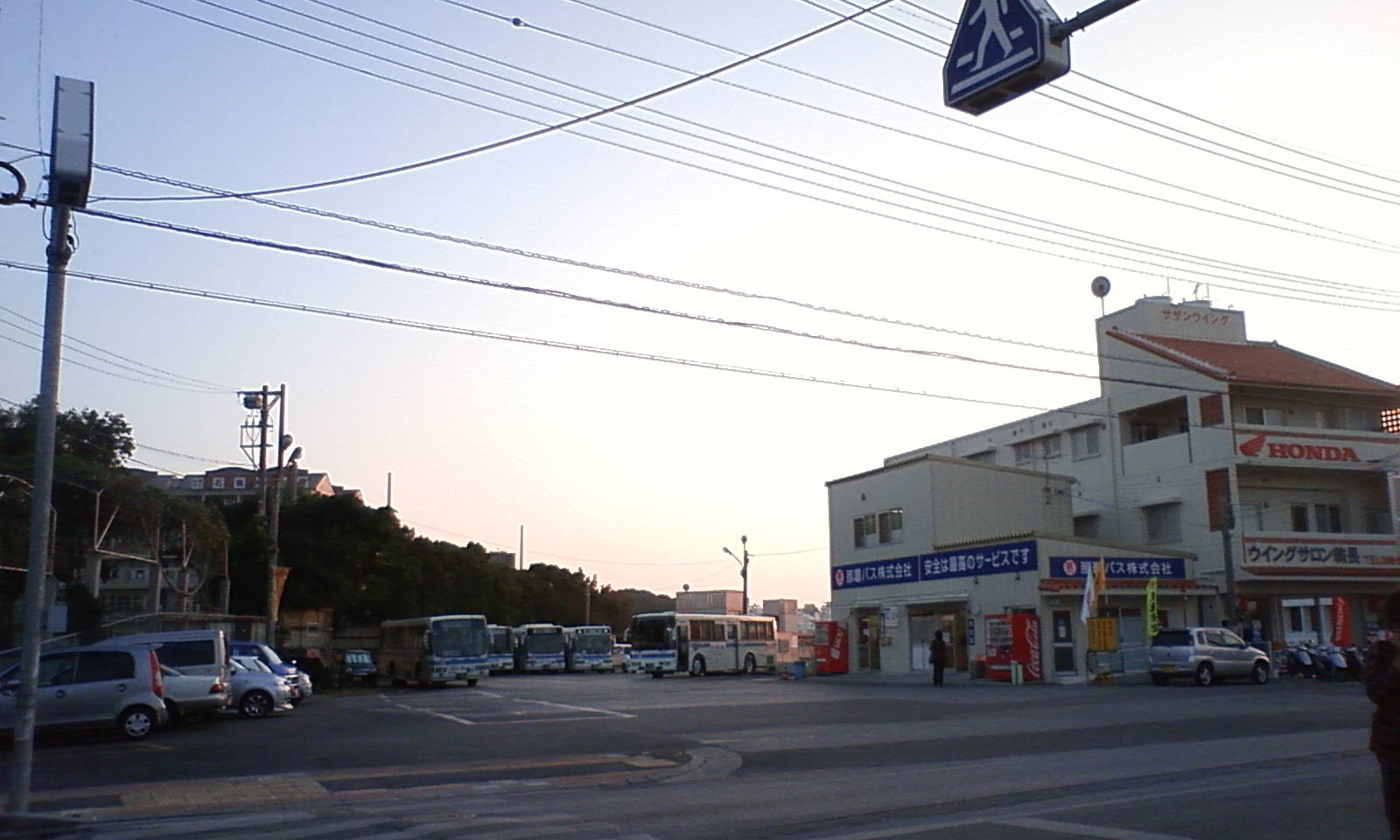
那覇バス石嶺営業所

那覇バス石嶺営業所（なはバスいしみねえいぎょうしょ）は、沖縄県那覇市首里石嶺町にある那覇バスの営業所である。ただし、同社の那覇市内線のみの使用であり、市外線はここを使用しない。隣接して石嶺中学校がある。
当記事では、営業所前のバス停である石嶺営業所前バス停についても記す。

## 概要
- 所在地 - 沖縄県那覇市首里石嶺町二丁目111-1
- 発着路線数 - 7路線（営業所発着は3路線）

那覇市首里地区にある唯一のバス営業所（他社も首里には営業所を設置していない）であり、首里地区を運行する同社の市内線のほとんどがここを起点又は終点とする。
以前は5路線が当営業所を利用しており、うち1系統は県内最大の運行本数をもっていた路線であり、発着本数はかなり多かった。しかし、沖縄都市モノレール線開通後に2路線が廃止され、那覇バス移管時に残り3路線でも減便が行われ、発着本数は減り、本数が減ったことにより管轄車両も少なくなっている。
2009年3月に当営業所発着の路線が1路線新設されたが、車両の管轄は新川営業所が行っている。
2022年4月には営業所周辺を運行していた沖縄バスの路線が那覇バスに移管され、沖縄バスが折り返しに使用していた石嶺団地東バス停もあわせて那覇バスが使用を開始したのに伴い、石嶺営業所で折り返していた路線の一部が石嶺団地東折り返しへと延長された。

## 経緯
- 2003年5月ごろ　同年8月開業の沖縄都市モノレール線と路線バスとの乗り継ぎのため、新路線として当営業所を起点、終点とする26番・知花石嶺線、47番・西原石嶺線、93番・琉大石嶺線を運行させる計画があった。これが実現していれば、当営業所を初めて市外線が利用することになった。しかし、那覇交通が民事再生法の適用を申請したため新路線の運行は実現せず、逆に当営業所を利用する市内線が幾つか廃止された。
- 2003年8月10日　13番 ・石嶺空港線が廃止されたため、当営業所管轄路線は4路線。
- 2004年7月18日　14番・泊線が廃止されたため、当営業所管轄路線は3路線。那覇交通から那覇バスへ営業譲渡されたため、営業所名が那覇交通石嶺営業所から那覇バス石嶺営業所へ改名。
- 2005年2月6日　沖縄バスによる8番・首里城下町線の運行開始により、首里駅向けの石嶺営業所前バス停が設置される。
- 2007年3月17日　イオン南風原ショッピングセンター行きシャトルバスが石嶺地区へ乗り入れ開始、石嶺営業所前バス停に停車するようになる。同年8月21日までの期間限定運行。
- 2009年3月16日　13番・石嶺おもろまち線の運行開始（管轄は新川営業所）。
- 2022年4月1日 7/8番・首里城下町線が沖縄バスから那覇バスに移管[1][2]、13番・石嶺おもろまち線が石嶺団地まで延長、総合福祉センター経由は営業所付近を非通過に。16番新川首里駅線を首里駅前から石嶺団地東まで延伸する形で新川石嶺線の運行開始[3]（管轄は新川営業所）。

## 構造
- 営業所の建物と駐車場以外は特にない。バスターミナルとは違い乗降口が設置されているわけではなく、待合室付近にバスある駐停車できるスペースから始発便は発車する。
- 営業所外には石嶺団地東発着便が使用する「石嶺営業所前」バス停が設置されている。

## 周辺
- ゆいレール石嶺駅

教育施設
- 石嶺中学校
- 城北中学校
- 石嶺小学校

団地・住宅
- 石嶺団地

郵便局
- 首里北郵便局

金融機関
- 沖縄銀行石嶺支店（徒歩2分）

病院
- オリブ山病院

図書館
- 那覇市立石嶺図書館

ショッピングセンター
- 首里りうぼう
- Aコープ

## 発着路線

### 石嶺営業所
| 番号 | 路線           | 主な経由地（括弧内は一部の便のみが経由）                                   | 行先       |
| ---- | -------------- | -------------------------------------------------------------------------- | ---------- |
| 9    | 小禄石嶺線     | 儀保・山川・牧志・旭橋駅・小禄・宇栄原（大嶺）                             | 具志営業所 |
| 11   | 安岡宇栄原線   | 儀保・古島インター・安謝（おもろまち）・久茂地・県庁前・壺川・小禄・宇栄原 | 具志営業所 |
| 17   | 石嶺（開南）線 | 儀保・首里城公園・開南・壺川・赤嶺駅                                       | 具志営業所 |

### 石嶺営業所前 バス停（石嶺団地向け）
| 番号 | 路線             | 経由バス停（全てのバス停） | 行先       |
| ---- | ---------------- | -------------------------- | ---------- |
| 7    | 首里城下町線     | 石嶺団地北・自治会事務所前 | 石嶺団地東 |
| 8    | 首里城下町線     | 石嶺団地北・自治会事務所前 | 石嶺団地東 |
| 13   | 石嶺おもろまち線 | 石嶺団地北・自治会事務所前 | 石嶺団地東 |
| 16   | 新川石嶺線       | 石嶺団地北・自治会事務所前 | 石嶺団地東 |

### 石嶺営業所前 バス停（首里駅・儀保向け）
| 番号 | 路線             | 主な経由地                                               | 行先               |
| ---- | ---------------- | -------------------------------------------------------- | ------------------ |
| 7    | 首里城下町線     | 石嶺団地入口・首里駅・首里城・松川西・おもろまち・久茂地 | 那覇バスターミナル |
| 8    | 首里城下町線     | 石嶺団地入口・首里駅・首里城・松川西・興南高校           | おもろまち駅前広場 |
| 13   | 石嶺おもろまち線 | 石嶺・儀保・山川・松川西                                 | おもろまち駅前広場 |
| 16   | 新川石嶺線       | 石嶺団地入口・首里駅・鳥堀・県立医療センター東口         | 新川営業所         |

## 管轄路線

### 現行路線
- 9番・小禄石嶺線
- 11番・安岡宇栄原線
- 17番・石嶺（開南）線

### 廃止された路線
- 13番・石嶺空港線
- 14番・泊線

## 乗降車場所
- 営業所発着便は営業所内の待合室前で乗車する。営業所の前にある「石嶺営業所前バス停」には停車しない。降りる際は、営業所の前にある「石嶺営業所前バス停」で降りる。営業所内では降りられない（ただし13番の福祉センター廻りが営業所発着だった時代は経路の関係で営業所内で降車だった）。
- 沖縄バス運行時代の7/8番は、首里りうぼう行きでは「石嶺営業所前バス停」、石嶺団地行きでは那覇バスの設置している「石嶺営業所バス停」（那覇バスは石嶺営業所バス停として使用しているが、沖縄バスでは石嶺営業所前と案内される）で乗降車していた。7/8番の那覇バス移管後、営業所前のバス停名称は既存の那覇バスの路線も含めて「石嶺営業所前」に統一された。

## 隣のバス停
9番・11番・17番
石嶺営業所 - 金井病院前
7番・8番・16番
自治会事務所前（ - 石嶺団地北（上りのみ）） - 石嶺営業所前 - 石嶺駅前
13番 ※福祉センター廻りは経由しない
自治会事務所前（ - 石嶺団地北（上りのみ）） - 石嶺営業所前 - 金井病院前